# Trompe

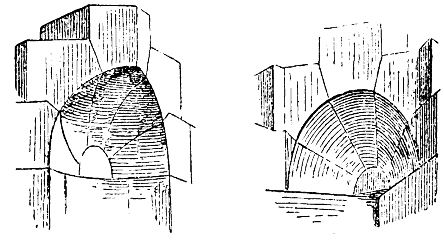
Zwei Arten von Trompen: links Ecktrompe in einer Außenecke, rechts Winkeltrompe in einer Innenecke.

Eine Trompe (englisch: squinch; französisch: trompe; spanisch: trompa) ist in der Architektur ein eckständiger, schräg über Eck gemauerter Bogen, wobei das Innere als Kalotte gewölbt oder in mehreren Bögen stufig gestaffelt ist. Trompen dienen bei Innenecken als Nischentrompe der baukonstruktiven Überleitung vom quadratischen Grundriss in darüber einen oktogonalen Grundriss – oder umgekehrt bei Außenecken als Ecktrompe von einer Abschrägung darüber in eine Ecke.

## Winkeltrompe und Trompenkuppel
Die bekanntere Trompe ist als Winkeltrompe oder Nischentrompe ein architektonisches Mittel zur Überführung aus der Innenecke einer Vierung (z. B. eines Kirchengebäudes) darüber in eine Kuppel. Bei der Trompenkuppel sind die vier Ecken eines Quadrats als Trompen abgeschrägt, so dass darüber ein Oktogon entsteht. (Eine baukonstruktiv andere und auch anders gestaltete Überleitung vom Viereck in das Achteck bzw. in die Kuppel ist das Pendentif der Pendentifkuppel.)

Ebenso wie Winkeltrompen unter einer Kuppel müssen auch Gewölbebögen über Fenster- und Türöffnungen in der Mauer eines runden Turms konstruiert werden, was im Quaderbau zu den schwierigsten Aufgaben des Steinschnitts gehört.

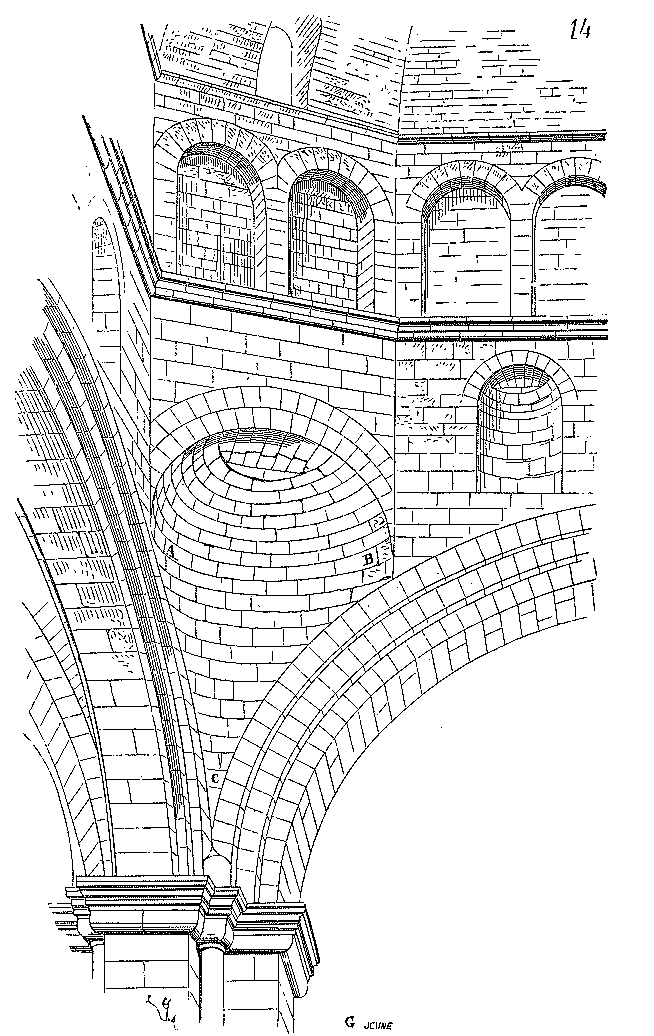
Gewölbte Trompe in der Vierung des Wormser Doms (Zeichnung von Viollet le Duc, Mitte 19. Jh.)
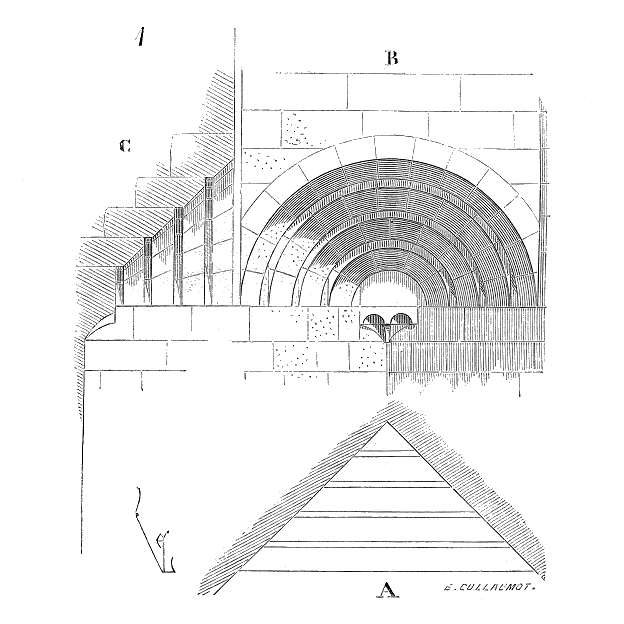
Mehrbogige Trompe, Schnitt und Ansicht (Zeichnung von Viollet le Duc, Mitte 19. Jh.)

### Geschichte
Ob Trompen bereits in der römischen Antike bekannt waren, ist unklar; in der sassanidischen Architektur gibt es einige wenige frühe Beispiele (z. B. im Palast Ardaschirs in Firuzabad). In der byzantinischen Baukunst treten Winkel- oder Nischentrompen hinter den Pendentifs zurück und erscheinen nur selten. Wahrscheinlich ausgehend von der armenischen und georgischen Baukunst finden Trompen ihren Weg in die romanische und islamische Architektur des Mittelalters. In der gotischen Architektur verschwinden Winkeltrompen und Nischentrompen nahezu gänzlich. Spätestens in der Renaissance und im Barock wurden sie unter Kuppeln von den eleganter wirkenden Pendentifs fast vollständig verdrängt.

### Dekor
Winkel- oder Nischentrompen, insbesondere unter Kuppeln, waren oft auch Trägerflächen für Schmuck und Dekor. In der islamischen Kunst sind sie manchmal muschelförmig gestaltet oder mit Muqarnas-Stuckdekor verkleidet. In der ehemaligen Abteikirche Ste-Foy in Conques sind vier Engelsfiguren in die Trompen eingepasst; die Kathedrale von Valencia zeigt einen oktogonalen Laternenturm mit muschelförmigen Trompen und den – zu Beginn des 19. Jahrhunderts hinzugefügten – vier Evangelisten.

### Bilder

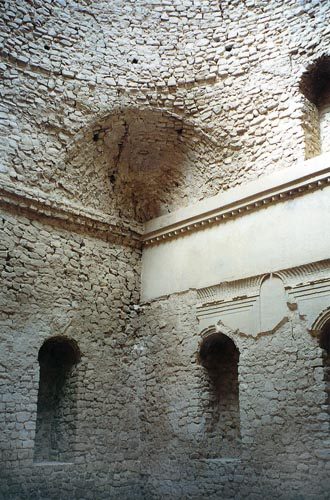
Palast Ardashirs in Firuzabad, Iran (224 AD)
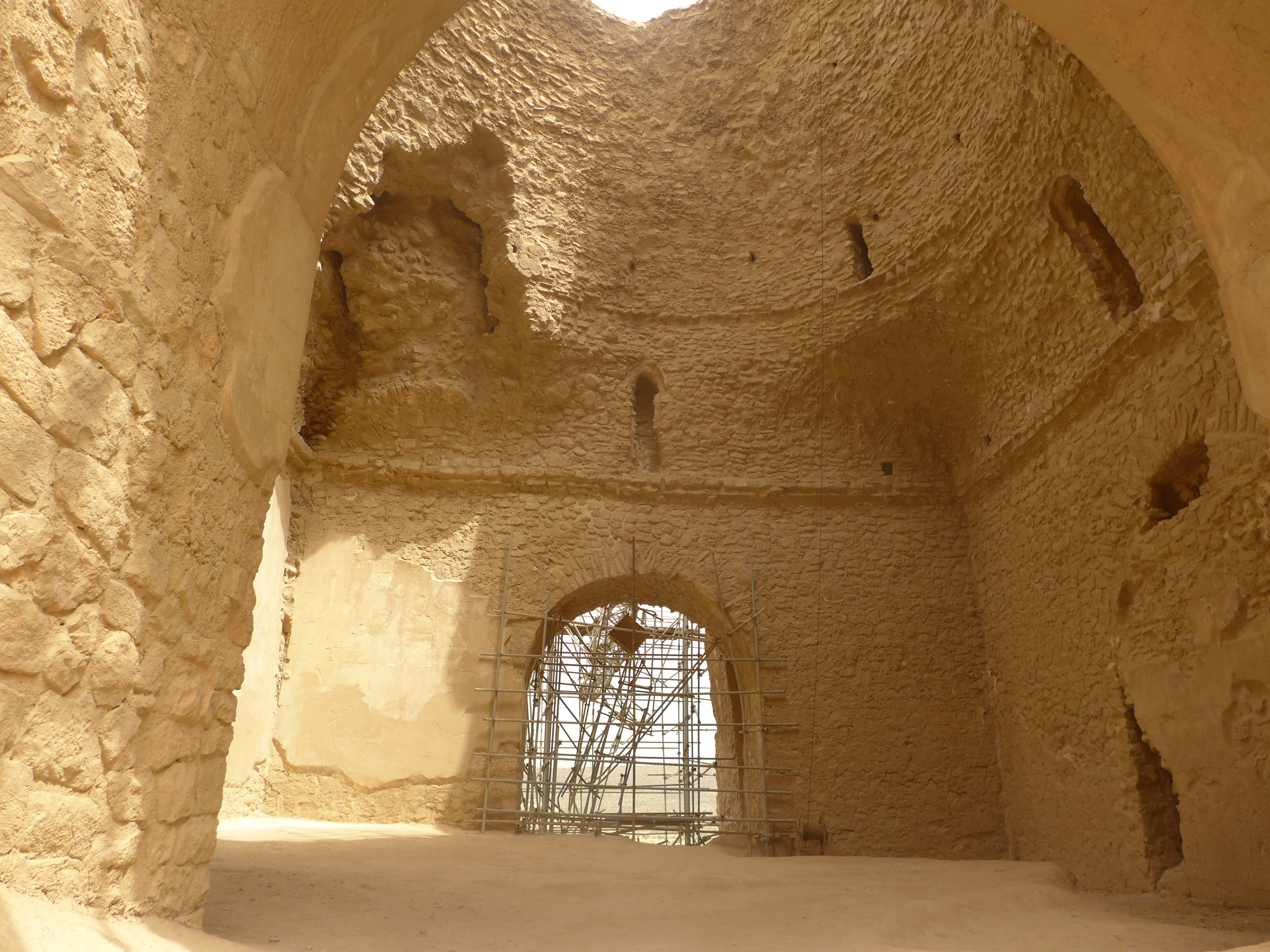
Trompen unter einer Kuppel, Qal'e-Dochtar in Firuzabad, Iran (209 AD)
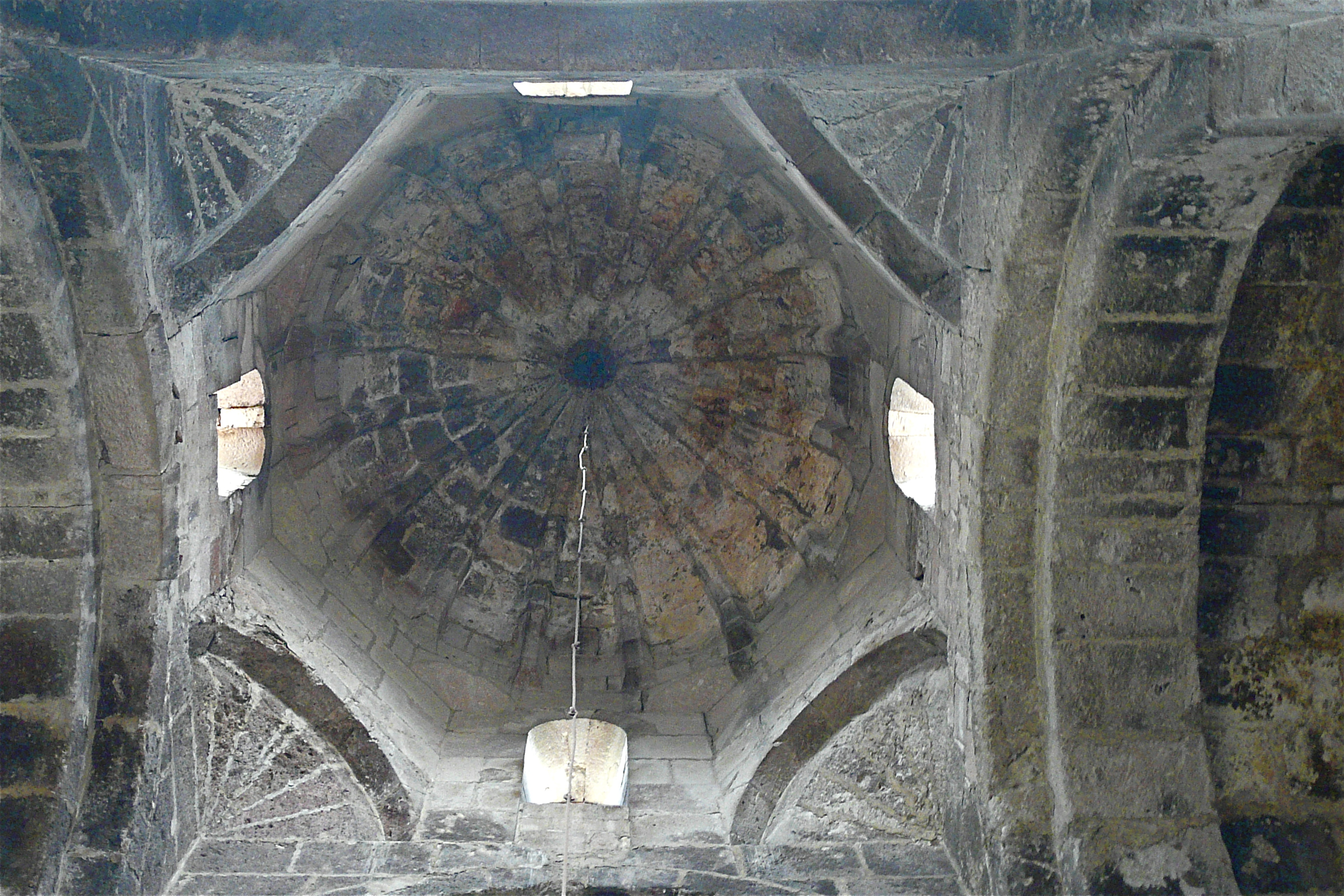
Trompen unter dem Vierungsturm der Kathedrale von Odsun, Armenien (8. Jh.)
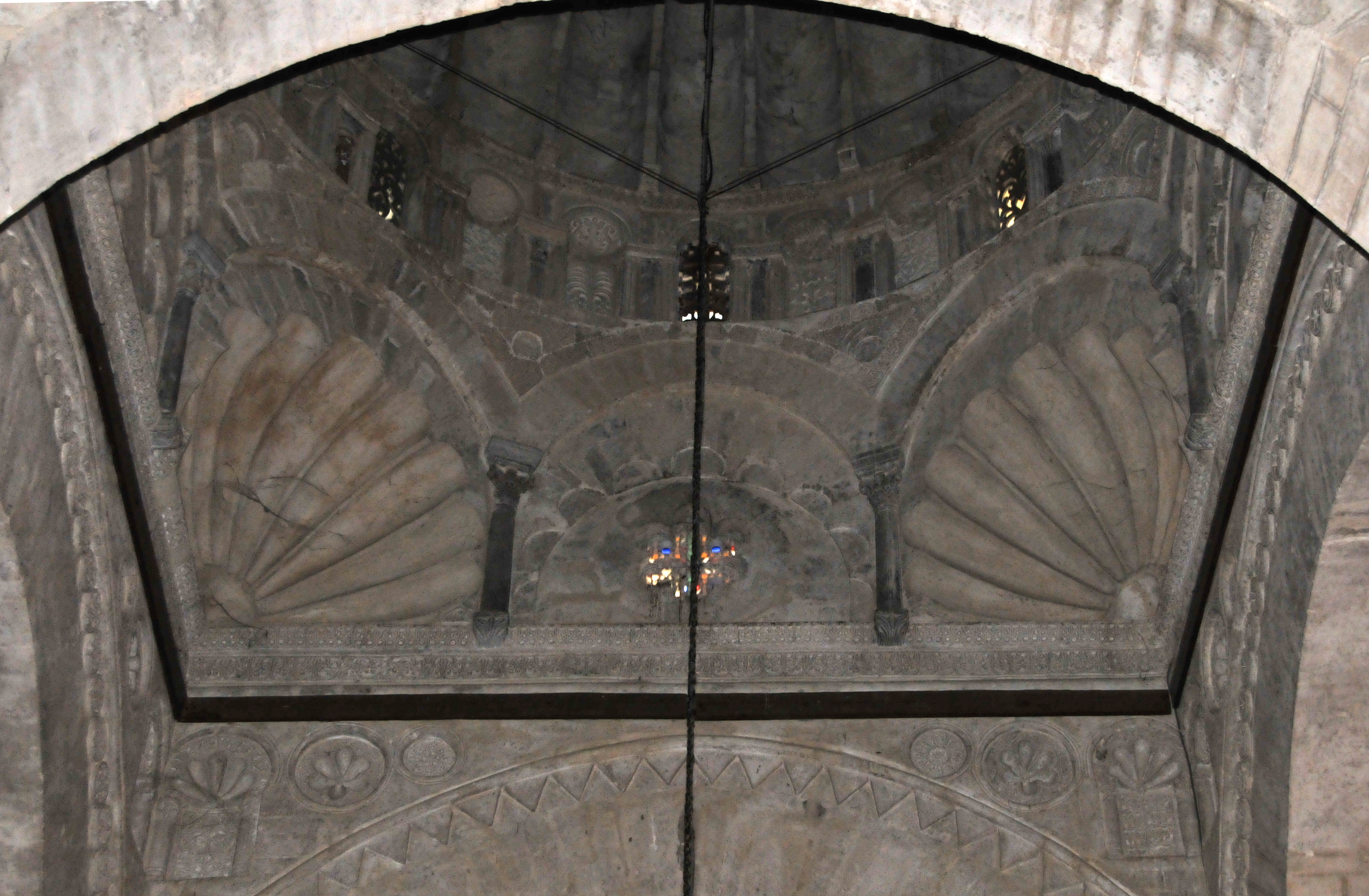
Kuppel unter einer Kuppel, Moschee von Kairouan, Tunesien (um 840)
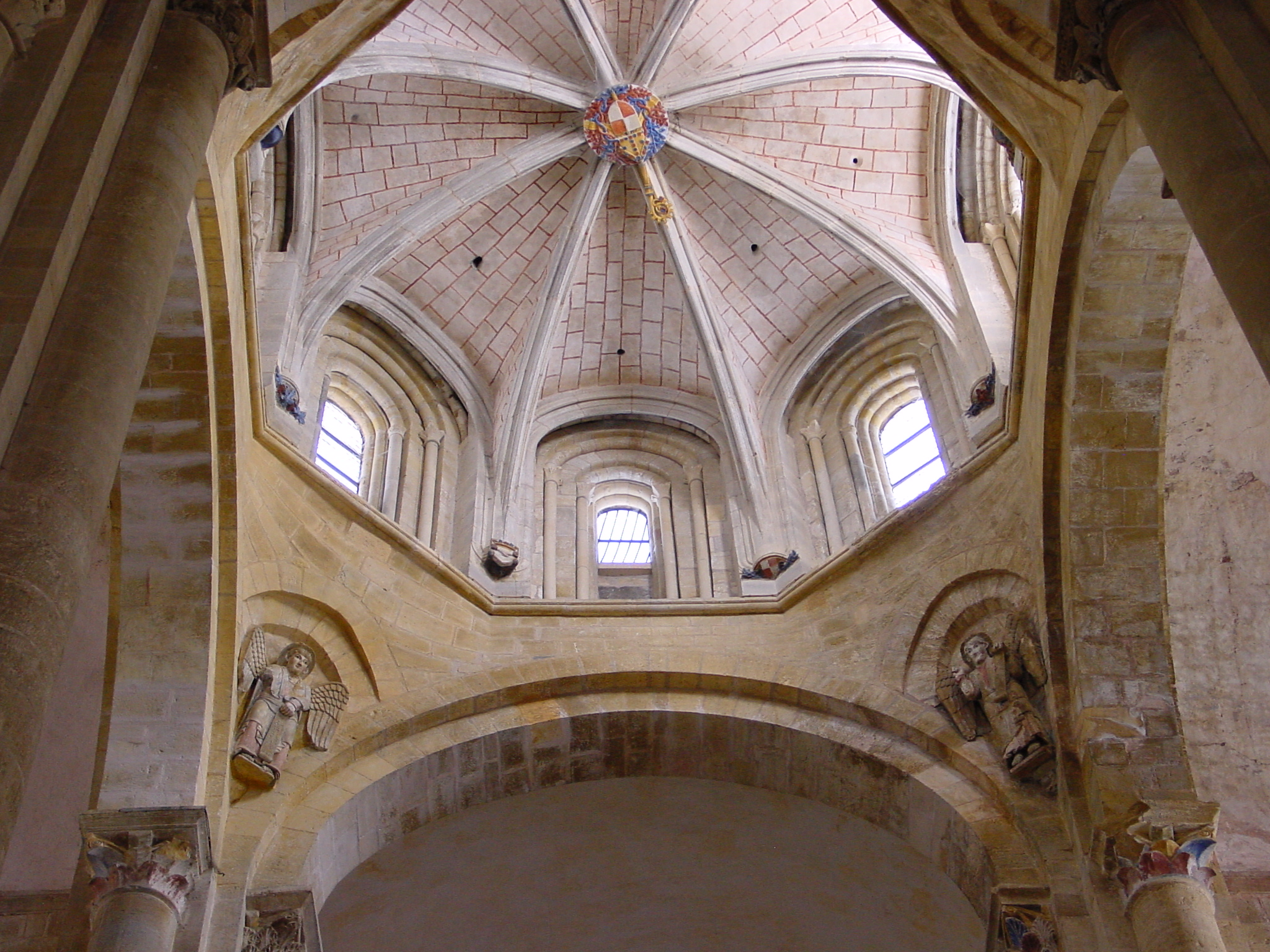
Figürlich geschmückte Trompen unter dem Vierungsturm von Ste-Foy in Conques (12. Jh.)
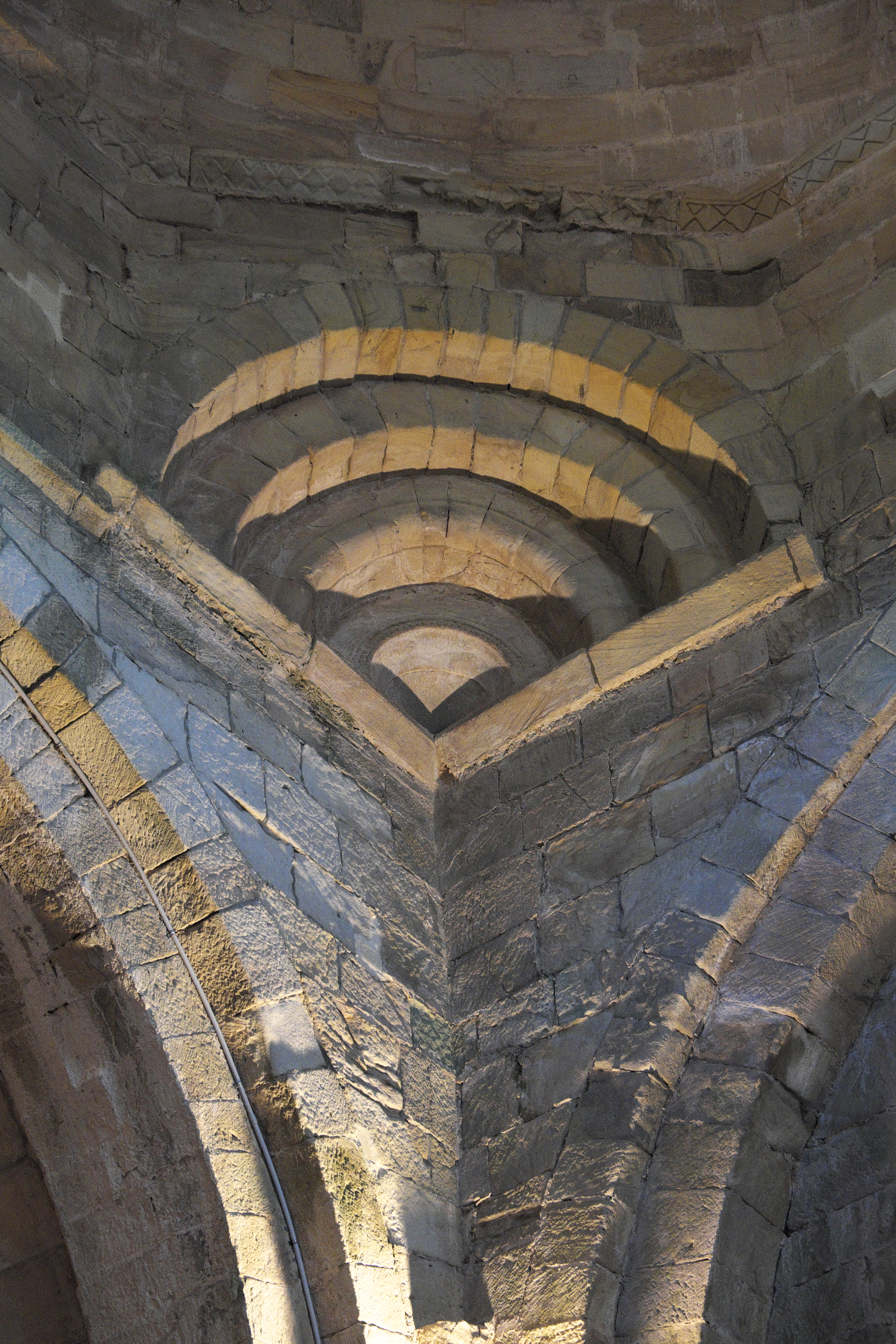
Trompenbögen unter dem Vierungsturm von Santa Cruz, Castañeda, Spanien (12. Jh.)
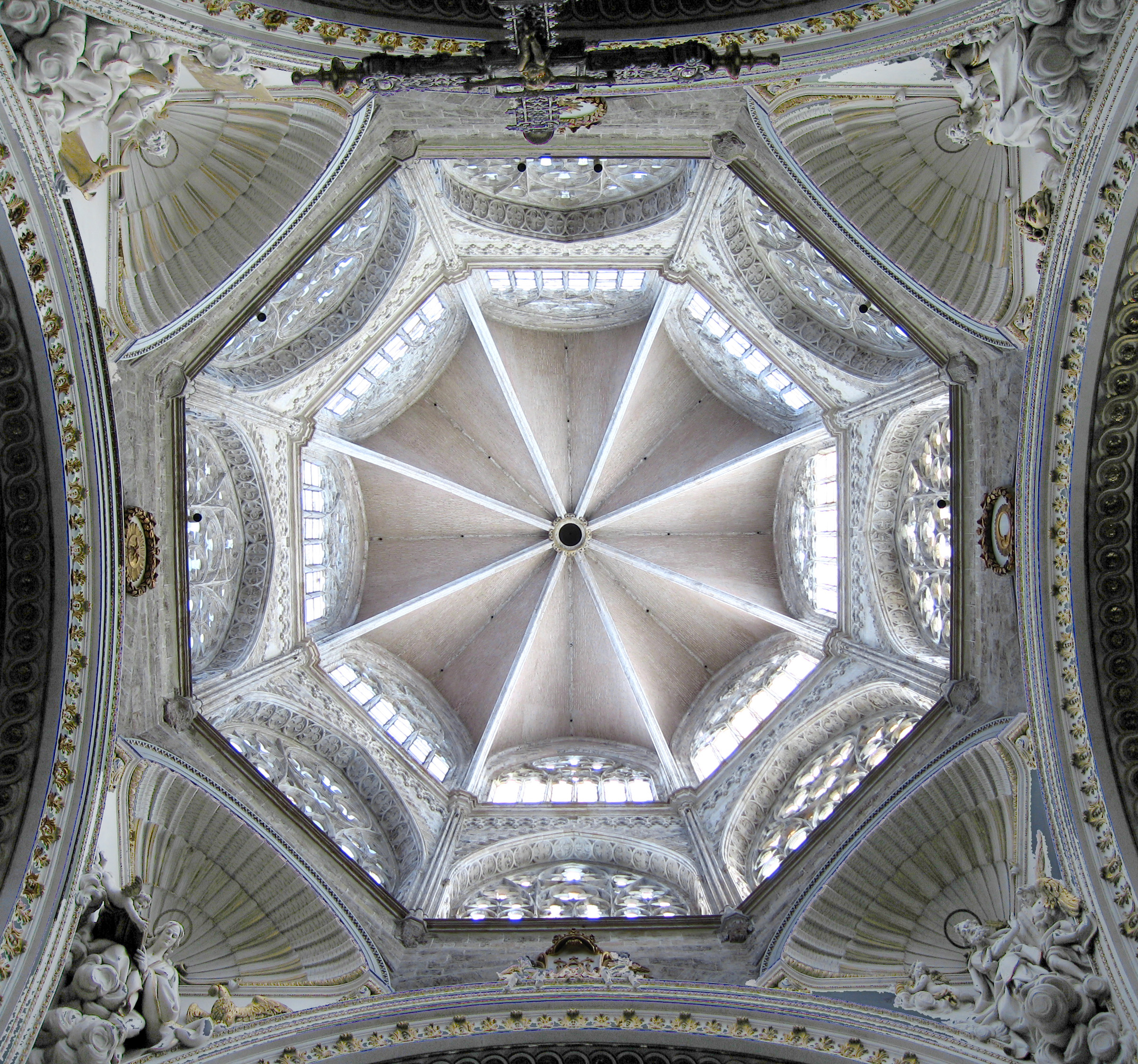
Barock stuckierte Trompen unter dem Vierungsturm der Kathedrale von Valencia (15. Jh.)
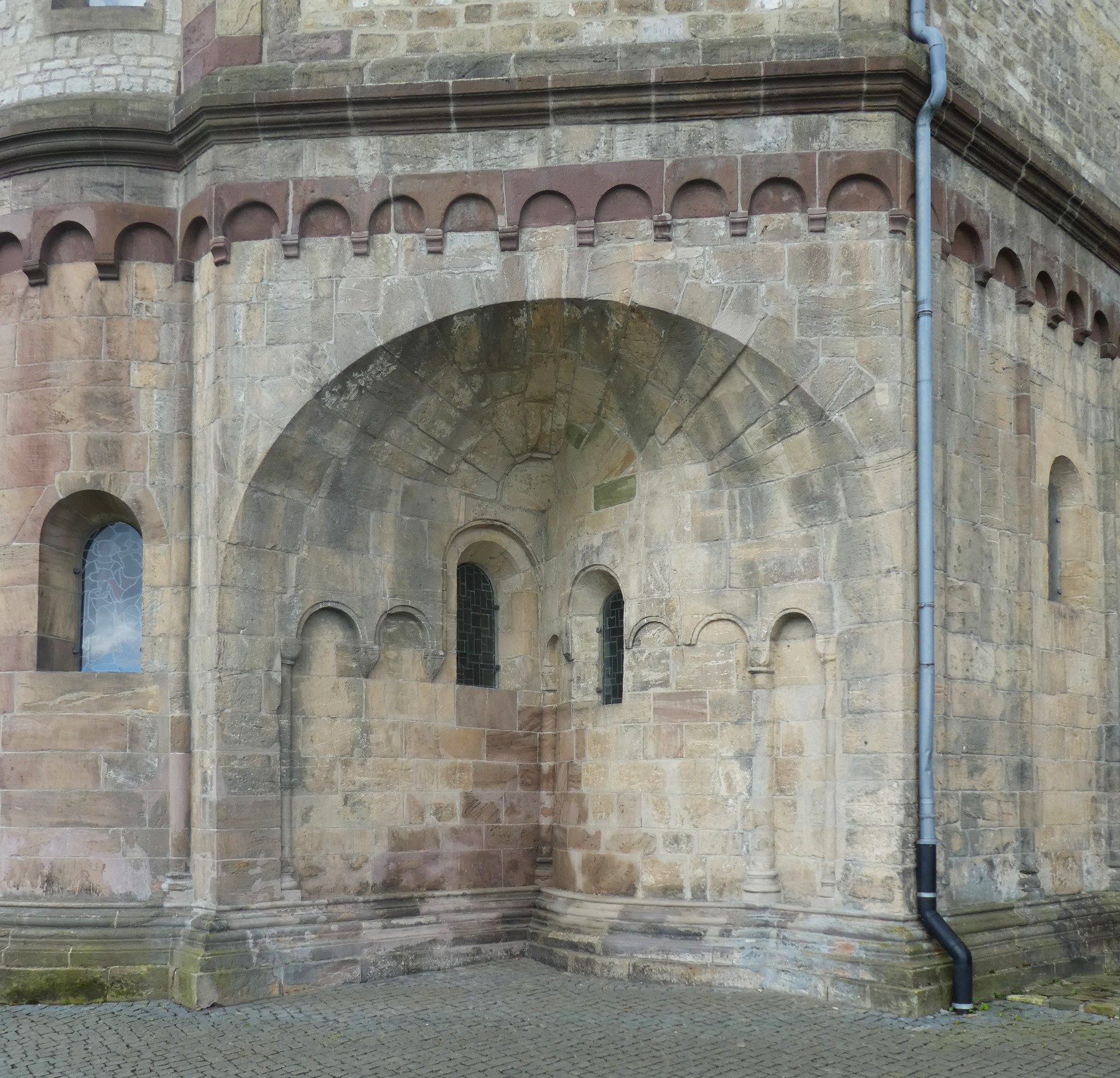
Trompe am Außenbau der St. Ulrichskapelle, Kaiserpfalz Goslar, 13. Jahrhundert
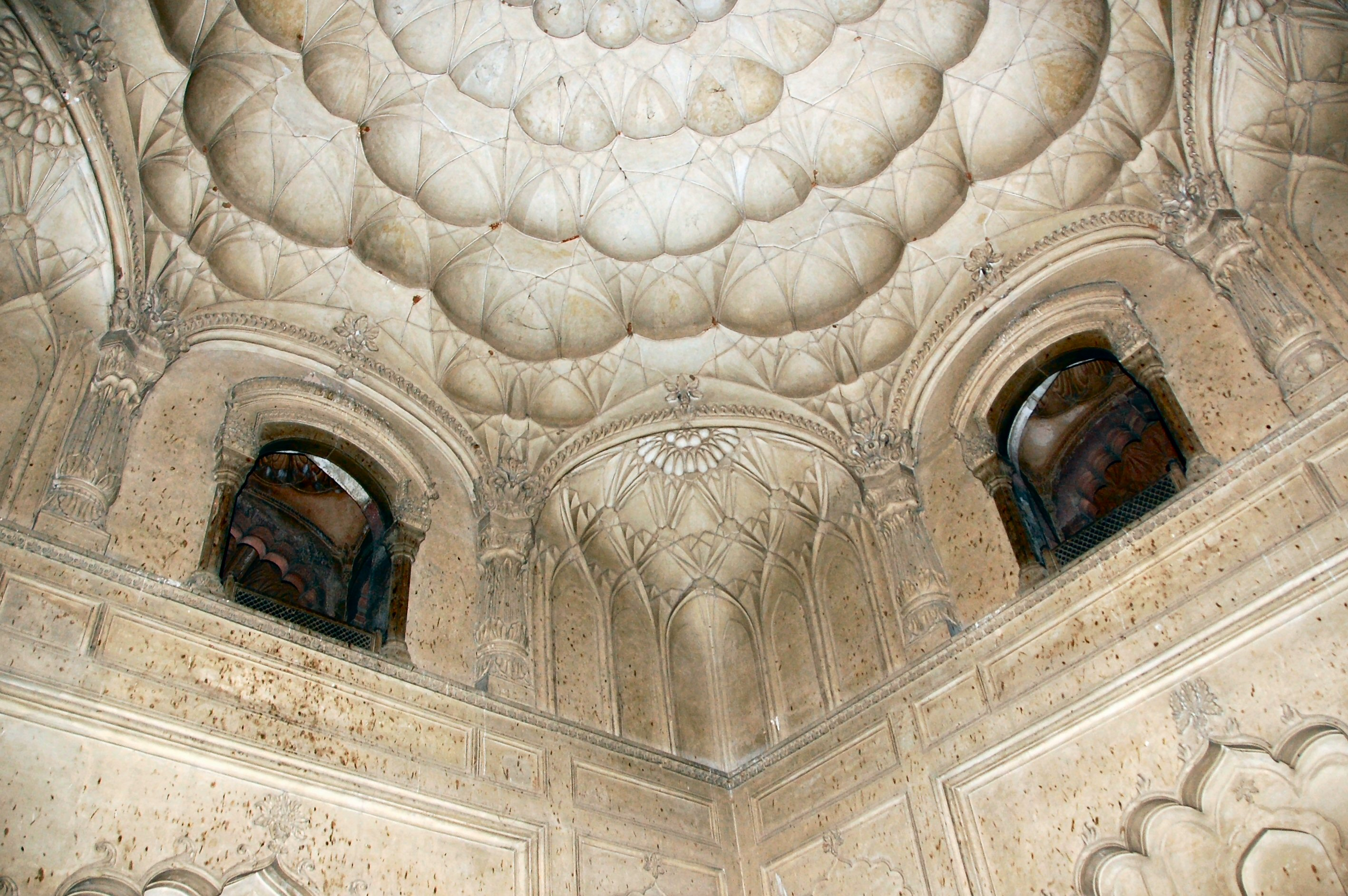
Stuckierte Trompen im Safdarjung-Mausoleum, Delhi, Indien (18. Jh.)
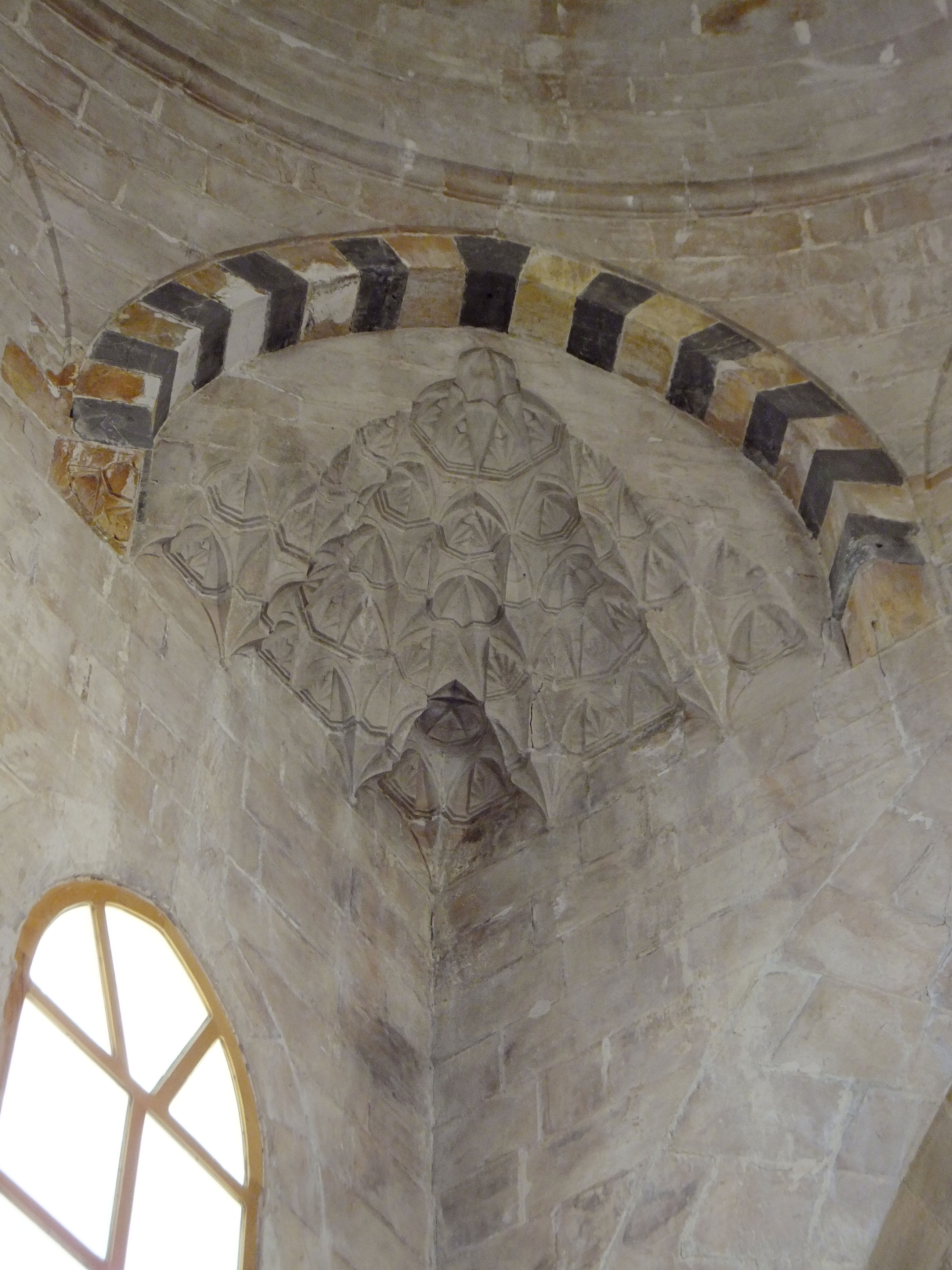
Trompe mit untersetzten Muqarnas, Sultan Isa Medese in Mardin
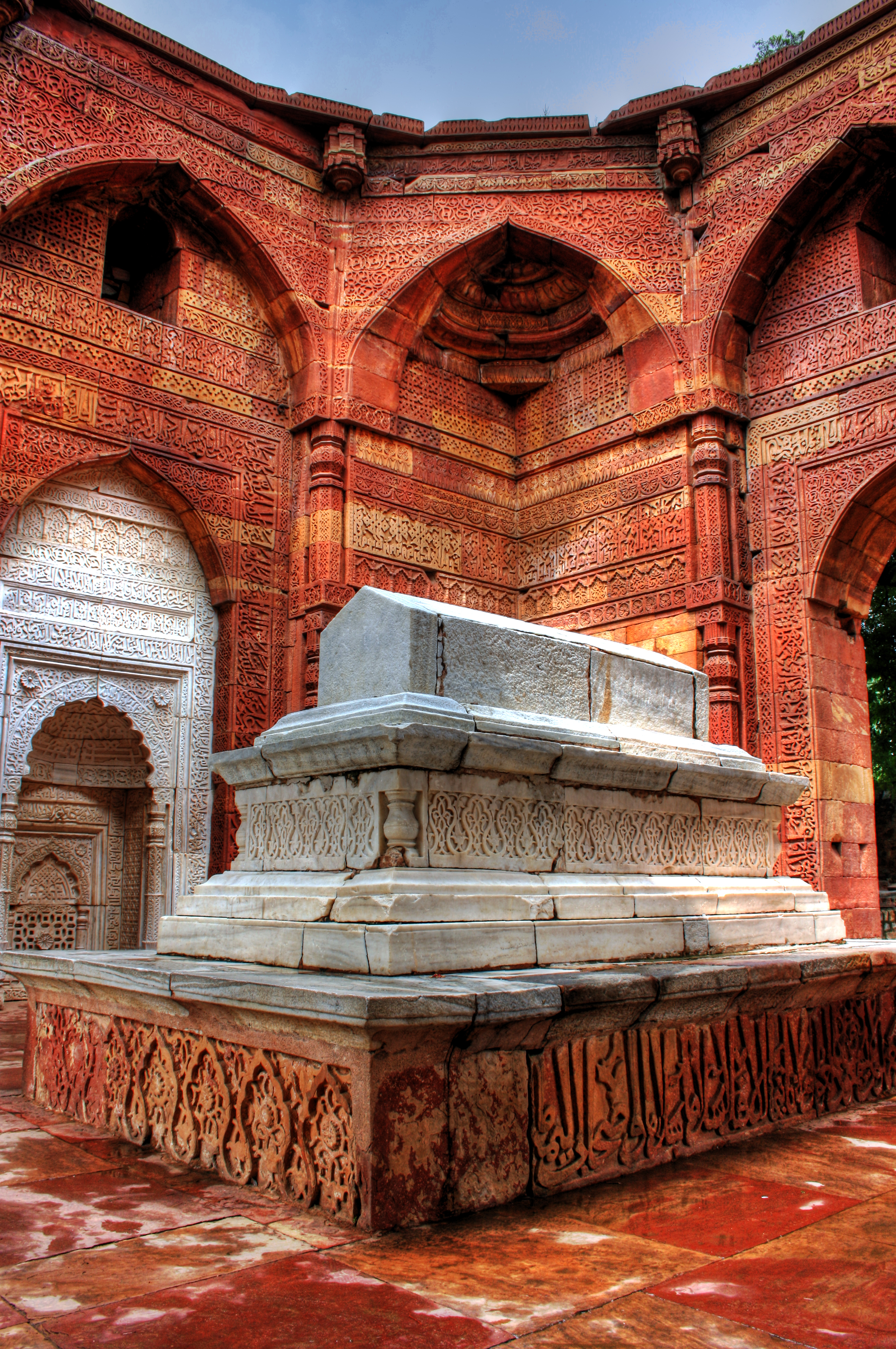
Trompe im Innenhof des Iltutmish-Mausoleums, Delhi, Indien (um 1240)
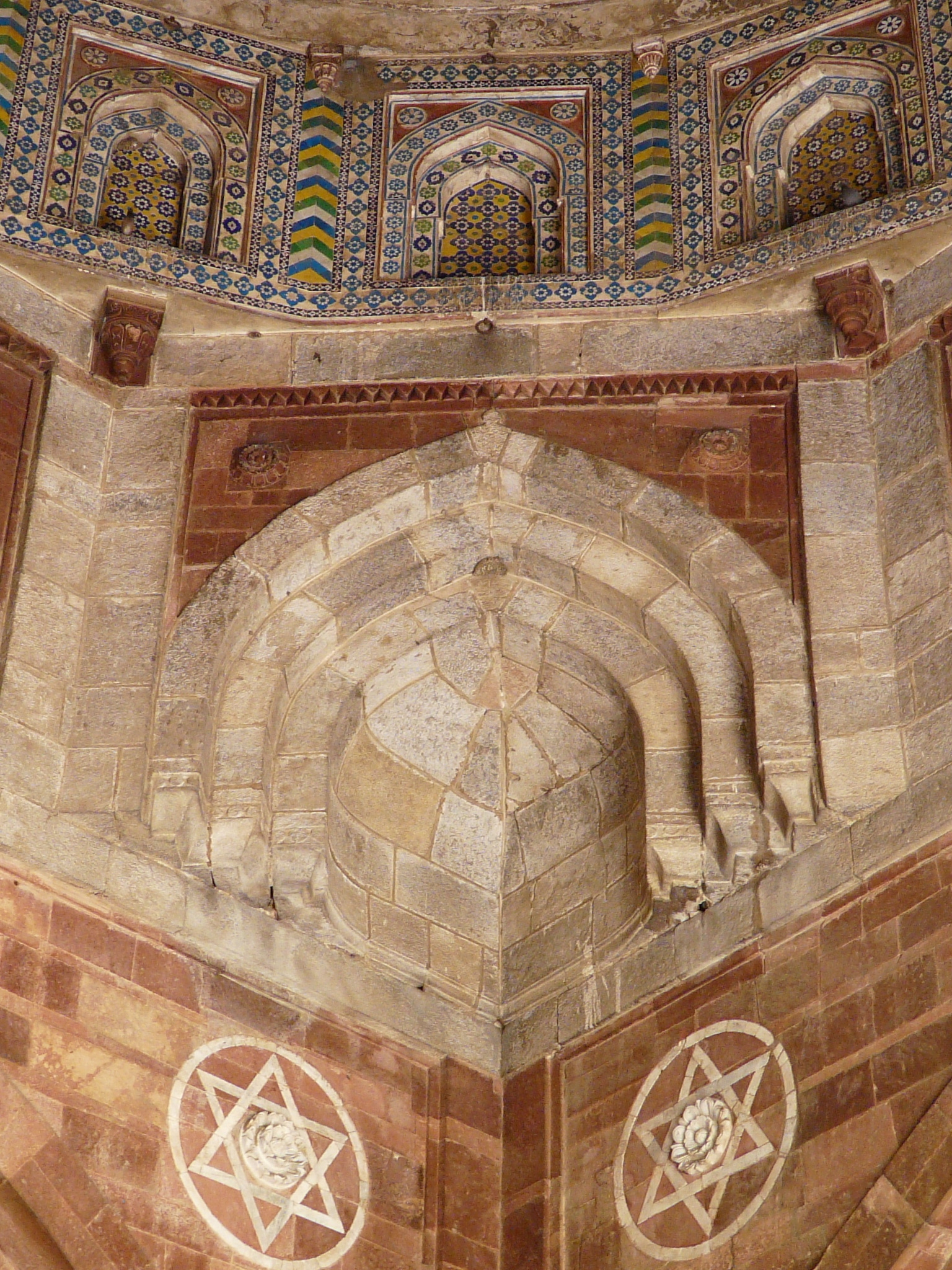
Qila-i-Kuhna-Moschee in Delhi, Indien (16. Jh.)

### Winkeltrompen in Innenhöfen

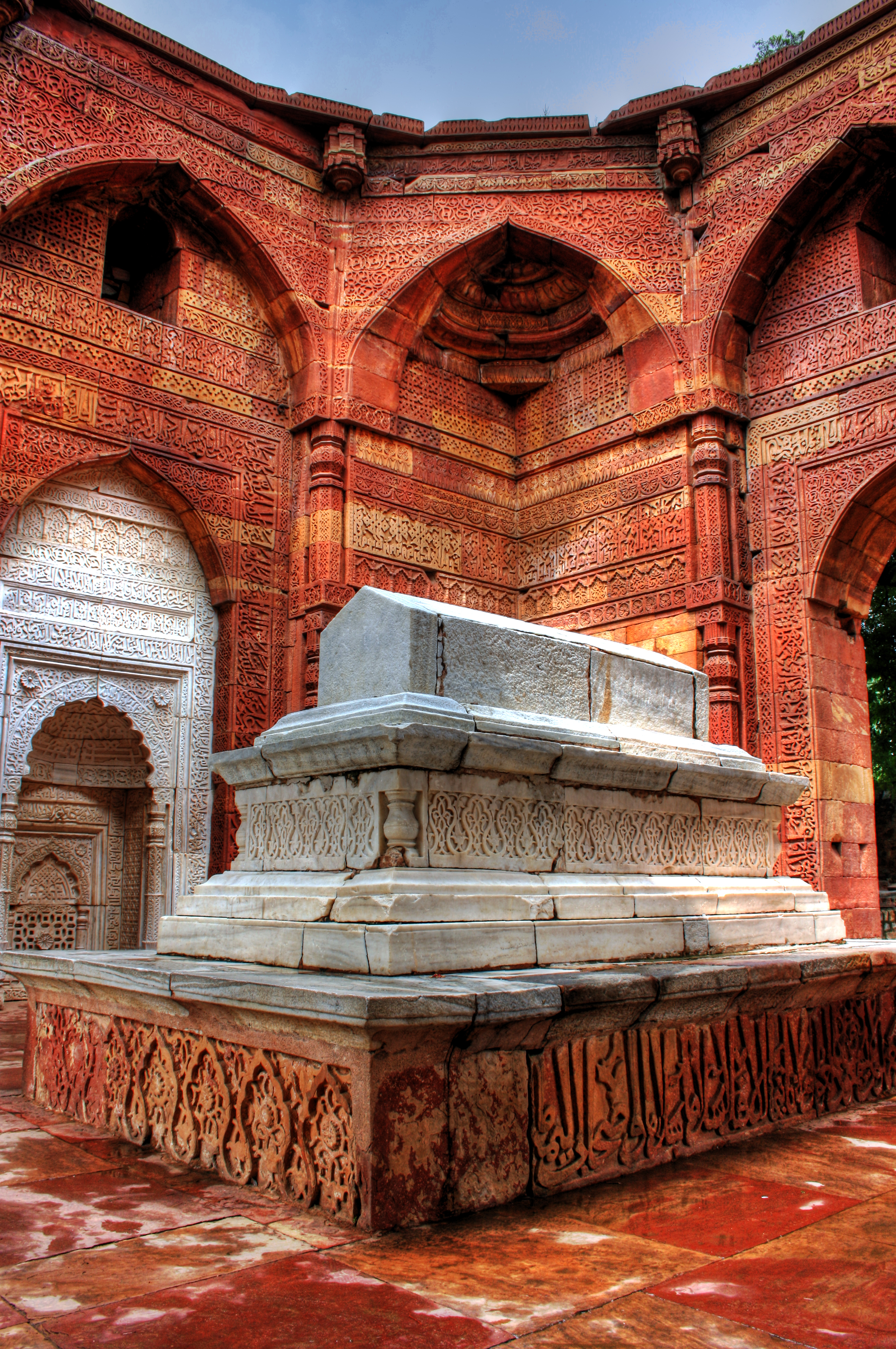
Winkeltrompe im Innenhof des Iltutmish-Mausoleums, Delhi, Indien (um 1240)
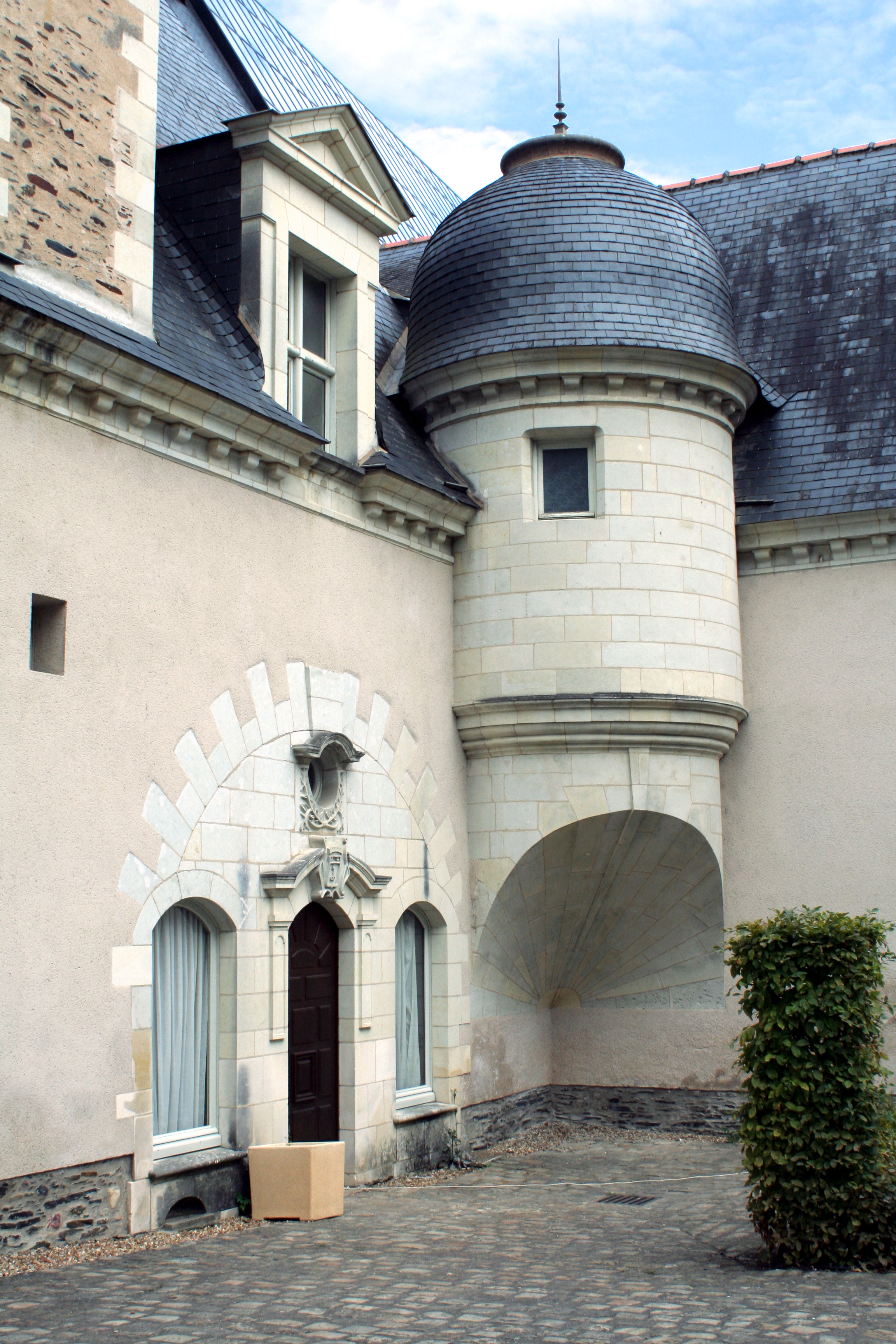
Sonderform der Winkeltrompe unter einem Rundturm (Abtei Toussaint, Angers)

## Ecktrompe
Während Winkeltrompen immer an Innenecken auftreten, werden Ecktrompen (französisch: trompe sur le coin) an Außenecken gebildet, was selten ist. Eine Ecktrompe bildet den architektonischen Übergang von der Schräge in eine darüberliegende Ecke, z. B. bei einer abgeschrägten Hausecke.

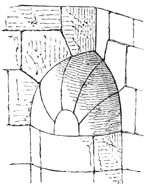
Ecktrompe
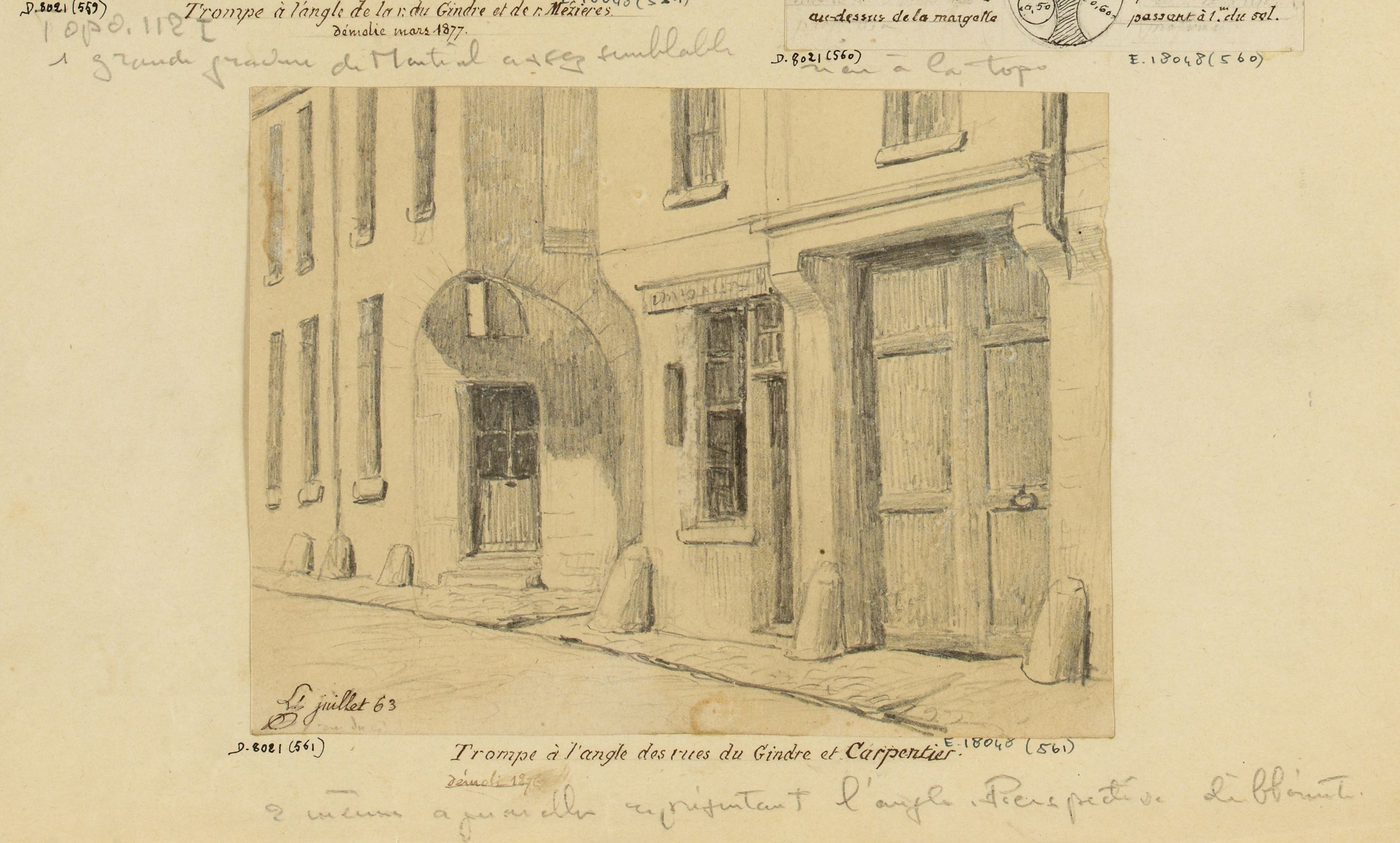
Ecktrompe unter einer Hausecke in Paris